# Баранов, Сергей Викторович
Серге́й Ви́кторович Бара́нов (25 ноября 1974, Тамбов) — бывший диакон Русской православной церкви (1994—2012), юрист, правозащитник.

## Биография
Сергей Баранов родился в семье интеллигентов. Под влиянием митрополита Питирима (Нечаева) пришел в христианство в 1988 году. В 1994 году окончил Тамбовское духовное училище (в настоящее время — Тамбовская духовная семинария).
19 декабря 1994 года рукоположен в сан диакона Русской Православной Церкви архиепископом Тамбовским и Мичуринским Евгением (Ждан). Направлен на диаконское служение в храм иконы Божией Матери «Всех скорбящих Радость» Вознесенского женского монастыря г. Тамбова. В дальнейшем служил в различных храмах Тамбовской епархии.
С 1995 по 1998 годы — на преподавательской работе в Воскресной школе при храме «Всех скорбящих Радость» Вознесенского монастыря г. Тамбова в качестве преподавателя догматического богословия и литургики. Одновременно по совместительству в 1996—1997 годах — преподаватель духовных дисциплин в Тамбовском медицинском колледже.
В 1999 году был запрещен в священнослужении. По официальной версии — запрещен за кощунственное отношение к епископским одеждам, по неофициальной — за учиненный скандал на епархиальном Совете, на котором диакон Баранов обличил духовника Тамбовской епархии протоиерея Николая Засыпкина в сотрудничестве с КГБ, и, по мнению диакона Баранова, продолжавшего сотрудничать с ФСБ. Также поводом для начала гонений на диакона Баранова мог послужить его отказ в сотрудничестве с ФСБ, когда будучи преподавателем Тамбовского медицинского колледжа в 1996 году, он, несмотря на оказываемое давление со стороны органов безопасности, отказался давать своим студентам «контрольные» тесты с целью выявления присутствия неформальных религиозных объединений в тех или иных районах Тамбовской области.
В 2003 году решением епархиального Совета под председательством епископа Тамбовского и Мичуринского Феодосия (Васнева) был снят запрет в священнослужении и дана отпускная грамота с правом перехода в другую епархию.
В 2010—2011 годы диакон Сергий Баранов самостоятельно расследует и в октябре 2011 года публикует под псевдонимом «Сергей Аристархов» открытое письмо Патриарху Московскому и всея Руси Кириллу «О духовно-нравственных преступных деяниях и церковных правонарушениях епископа Тамбовского и Мичуринского Феодосия (Васнева)».
В 2012 году окончил с отличием юридический факультет Тамбовского государственного университета имени Г. Р. Державина.

### Открытое Письмо Патриарху
19 августа 2012 года диакон Баранов опубликовал на своей странице в Facebook открытое письмо Патриарху Московскому и всея Руси Кириллу, в котором выразил протест против преследования участниц группы Pussy Riot. В дальнейшем, главный лейтмотив протестных писем, интервью и публикаций диакона Баранова — это критика сращивания Церкви и государства; критика и обвинения иерархов Русской православной церкви во лжи, лицемерии и стяжательстве. Им неоднократно озвучиваются проблемы обмирщения Русской православной церкви Московского патриархата и клерикализации российского общества.
Диакон Сергей Баранов в открытом письме заявил:

В связи с позорными событиями последних месяцев и в особенности вынесенным при прямом подстрекательстве священноначалия Русской Православной Церкви и людей, по недоразумению именующими себя «православными гражданами» неправосудным приговором в отношении Pussy Riot, я, заштатный клирик Тамбовской епархии диакон Сергий Баранов, официально объявляю о своем полном и безусловном разрыве отношений с Русской Православной Церковью Московского Патриархата и ходатайствую о снятии с себя священного сана. Я остаюсь верующим христианином, но находиться в одной Церкви с лжецами, стяжателями и лицемерами, считаю для себя совершенно невозможным из соображений этики. Я дорожу своей верой, но остаться после случившегося в РПЦ означало бы, что я одобряю их действия и, следовательно, соучаствую в них. Полный текст открытого письма
Данное письмо вызвало широкий общественный резонанс как в российских, так и иностранных СМИ.

Диакон Сергей Баранов, открыто выступивший против преследования участниц Pussy Riot, оказался под прессом ФСБ, РПЦ и администрации Тамбовской области, ему стали поступать первые угрозы..

### Церковный суд и лишение священного сана
Русская православная церковь инициировала судебное делопроизводство в отношении диакона Баранова, несмотря на то, что он сам заявил о добровольном низложении с себя священного сана.
1 сентября 2012 года церковный суд Тамбовской епархии объявил дату первого заседания церковного суда и вызвал официальной телеграммой диакона Баранова на судебное заседание, назначенное на 4 сентября 2012 года.
1 сентября 2012 года диакон Баранов опубликовал второе открытое письмо в адрес Патриарха Кирилла, в котором, в частности, говорилось:

Как я и предполагал, вы не захотели снять с меня сан в связи с моим волеизъявлением в протест сопричастности Церкви к уголовному преследованию и вынесенному приговору светским судом, а пытаетесь лишить его своим беззаконным судом по своим антихристианским представлениям. Вам мало того, что вы стали соучастниками преследования и беззаконного приговора по делу Pussy Riot, вы хотите попасть в историю ещё и беззаконным решением именем Церкви в отношении диакона выразившего протест несогласия к сращиванию Церкви и государства, которое ведет Церковь к саморазрушению и потере внутренней и внешней свободы. Русская Православная Церковь никогда не имела свободы — ни в советские, ни в царские времена. Священноначалие РПЦ ничего не сделало для того, чтобы возвысить свой голос и собрать своих чад воедино, напротив, продолжает делать все, диаметрально противоположное Евангельским Заповедям, сея при этом раскол в сердцах её чад. Где патриаршее благоразумие, где отеческая мудрость, где любовь и милосердие великого господина и отца? Опомнитесь, устыдитесь и покайтесь!
Баранов проигнорировал судебное заседание, назначенное на 4 сентября 2012 года, сославшись на то, что «все судьи являются клириками Тамбовской епархии, подконтрольны епископу и испытывают не только заинтересованность в исходе дела — лишить сана, а не снять по моему ходатайству, но и неприязнь в свете последних событий». Позже Баранов проигнорировал второе судебное заседание.
Церковный суд Тамбовской епархии назначил третье судебное заседание на 12 сентября 2012 года. Накануне третьего заседания Баранов записал на диктофон состоявшийся между ним и председателем церковного епархиального суда Тамбовской епархии протоиереем Петром Лукиным телефонный разговор, в котором прозвучали угрозы анафемы, и отослал аудиозапись Зое Световой, которая 12 сентября 2012 года опубликовала статью и стенограмму телефонного разговора в электронной версии журнала The New Times. Диакон Баранов отказался прийти на судебное заседание в третий раз, и церковный епархиальный суд вынес заочное решение.

Если меня предадут анафеме, то в Тамбове мне будет небезопасно — здесь в Тамбове полно фанатиков. Мне очень обидно, что за те 25 лет, что я в Церкви, она сильно изменилась как институт. Раньше в епархии были люди, которые излучали духовность, а сейчас — сплошное мракобесие. На них смотреть тошно, прости Господи!
12 сентября 2012 года на закрытом заседании церковный суд вынес решение о лишении священного сана диакона Сергея Баранова. 5 октября Патриарх Кирилл утвердил данное решение.
Михаил Ситников считает, что история с Сергеем Барановым «выглядит нелепо не только с точки зрения здравого смысла, но и с церковной позиции. <…> Священнослужитель, открыто заявивший в личном блоге о сложении с себя сана и полном разрыве с религиозной организацией, так как состоять „в одной Церкви с лжецами, стяжателями и лицемерами“ он считает для себя совершенно невозможным из соображений этики, находится вне юрисдикции РПЦ. Поэтому сам факт созыва церковного суда по непонятно откуда взявшемуся его делу ничем не отличается от устроения аналогичного синклита по делу любого другого человека, не имеющего никакого отношения к Московскому Патриархату». Однако главным результатом этой, по мнению эксперта, «популистской операции РПЦ остаётся даже не проявление церковно-правовой безграмотности, которая очевидна сегодня возмущённым пародией на суд христианам. Самое любопытное в том, что решение церковного суда Тамбовской епархии о снятии сана не являющегося членом РПЦ христианина в виде кары за защиту им достоинства христианской Церкви от упомянутых в обращении Баранова лжи, стяжательства и лицемерия говорит о признании этих категорий допустимыми в практике религиозной организации».
Баранов не стал комментировать решение суда, но обратился к своим единомышленникам с призывом:

Обращаясь ко всем своим друзьям, хочу сказать следующее. Не бойтесь говорить правду! Когда я высказал свой протест, написав о том, о чём давно болела душа и сказав об этом во весь голос, стали сыпаться язвительные слова, навалились различные напасти со стороны тех, кто меня обливал грязью и продолжает это делать. Но заверяю всех вас, Божественное присутствие никогда меня не покидало, Господь дал сил, укрепил волю, послал друзей, которые поддержали и оказали помощь в том, чтобы меня услышали. Я благодарю всех вас, поименно, кто поддерживал меня все эти дни, молился за меня или просто желал удачи — всем вам низкий поклон! Не молчите и ничего не бойтесь!
Я молюсь о тех, кто молчит — Господи, отверзи уста их; о тех, кто заговорил вполголоса — Господи, укрепи их волю; о тех, кто говорит уже во весь голос — Господи, дай им сил, терпения и благослови всех нас
18 сентября 2012 года Баранов дал интервью журналисту Associated Press, в котором сделал заявление о необходимости реформирования не только Церкви как института, но и самих отношений между Церковью и государством.
Анализируя так называемый панк-молебен Pussy Riot «Богородица, Путина прогони!», Баранов написал статью, в которой критиковал Патриарха Кирилла и Президента России Владимира Путина, и заключил её «молитвой» к Богородице:

Нам всем надо осознать, что просить Патриарха Кирилла о милосердии и всепрощении незачем, ибо просить о всепрощении можно только духовного человека. Нам всем надо осознать, что просить Путина о человеколюбии незачем, ибо о милости просят того, кто имеет доброе сердце. Надеяться на то, что всё исправит Европейский суд, тоже не стоит, он не обязан восполнять правосудие в государстве, где оно отсутствует. Путь к освобождению нам указали сами узницы, обратившись к Пресвятой Богородице, Заступнице рода христианского, и нам необходимо только молиться:
Богородице Дево, матерей освободи, Путина вразуми, Патриарха — страху Божию научи, и нас всех помилуй и защити!

### Политическая эмиграция в Чехию
6 декабря 2012 года в Чешском посольстве Сергею Баранову было вручено послание министра иностранных дел Чешской Республики Карела Шварценберга. В этот же день Баранов встретился с чешскими журналистами:

Я неоднократно обращал внимание на все несправедливости и беззакония в Церкви, поднимал вопрос о недопустимости сотрудничества с КГБ некоторых священнослужителей и иерархов, которые до сих пор продолжают сотрудничать с ФСБ. Все проблемы Церкви от того, что иерархи дискредитировали Церковь настолько, что это приведёт к неминуемому расколу. Процесс сращивания Церкви и государства преследует цель тотального послушания народа государству, заложенного в православии как основа добродетели. После краха коммунистической идеологии на замену пришла идеология массового оправославливания за счёт государственного бюджета. Получив новые храмы, построенные за государственные деньги, Церковь потеряла главное — свою свободу.
24 декабря 2012 года Сергий Баранов покинул Российскую Федерацию. 27 декабря Баранов обратился к чешским властям с ходатайством о предоставлении международной защиты в связи с преследованием по политическим мотивам. 9 апреля 2013 года Чешская Республика предоставила Баранову политическое убежище.

## Правозащитная и общественно-политическая деятельность
Баранов периодически публикует статьи в защиту прав ЛГБТ в России:

Для меня нет различия между гетеросексуалами и гомосексуалами, для меня они все равны — они Божьи дети! Я вообще не понимаю эти условности: гей, лесбиянка, гетеро и т. д., прежде всего мы люди, и сотворены Богом такими, какие мы есть, и должны научиться любить, быть терпимей друг к другу, невзирая на все эти условности.
Давая оценку проводимой государственными деятелями политики] в отношении ЛГБТ-сообщества в России, Баранов сказал:

Политики в Кремле и Госдуме сделали почти невозможное. Когда негодование общества, измученного социально-экономическими проблемами нищеты и неустроенности, стало достигать предела, они сумели развернуть весь этот гнев обезумевшей толпы на ЛГБТ-сообщество. У государства должен быть внешний и внутренний враг. До сих пор «прокатывает», что внешний «враг» — это Америка со своим Госдепом, а вот с внутренним были проблемы, но теперь «враг» найден — это ЛГБТ-«извращенцы» — порождение той самой Америки. Ненависть к геям стала национальной политикой, закреплённой в законе. Впрочем, чему удивляться, в стране традиционного мракобесия, где сильны «духовные скрепы», преступления ненависти, отсутствие правосудия и атрофированная совесть — норма вещей. «…» Права человека — это не права гетеросексуалов или гомосексуалов, — это права Человека.
30 ноября 2013 года Баранов был номинирован на премию «Храбрый хвост» в правозащитном конкурсе за смелость в защите прав ЛГБТ в России, которая ежегодно вручается представителям гражданского общества в рамках международного кинофестиваля «Бок о бок».
В начале 2014 года, реагируя на скандал, связанный с диаконом Андреем Кураевым, разоблачившим факт существования «гей-лобби» в Русской православной церкви, Баранов написал статью, в которой, в частности, выразил следующее мнение:

То, что Церковь тяжело больна, требует глубокого очищения и реформирования — это непреложный факт. И проблема «гей-лобби» далеко не самая главная и не единственная проблема в РПЦ, есть куда более важные проблемы. Крепостное право приходских священников, архиерейский произвол и беспредел в епархиях. Открытый грабеж приходов и монастырей епархиальными архиереями и бесконтрольные финансовые потоки в Московскую Патриархию. Полное отсутствие доступа СМИ и общественности к финансовым операциям, отчётности и распределению бюджета Московской Патриархии. Отсутствие справедливого суда и каких-либо надежд на справедливое решение в церковных епархиальных судах. Наглая ложь, лицемерие и стяжательство иерархов, прикрывшихся куполами церквей.
Абсолютное бесправие клира и мирян — вполне естественная форма управления народом Божьим для православия. Православная Церковь никогда не признавала всю полноту Прав Человека, что в данных обстоятельствах даже очень устраивает светскую власть, в данном случае российскую, где также легко попираются права человека. Церковь и государство пытаются навязать нам мысль, что европейские ценности от лукавого, а между тем, именно они защищают главную ценность Человека — его Права.